# Dominique Venner
Dominique Venner (n. 1935 – d. 2013) a fost un eseist și scriitor francez cu viziuni de extrema dreaptă, autor al mai multor cărți de istorie cu privire la evenimentele din perioada anilor 1914 – 1945, inclusiv despre Revoluția Rusă, Corpul francez de la Marea Baltică, Colaborarea și Rezistența în Franța în timpul celui de-Al Doilea Război Mondial. Câștigător al „Premiului Broquette Gonin” al Academiei Franceze, el a fost, de asemenea, un expert recunoscut îb arme cărora le-a dedicat mai multe lucrări.
A fost subofițer în Batalionul al 4-lea Vânători în timpul războiului din Algeria, activist al Jeune Nation în anii 1950, apoi, membru al Organizației armate secrete și fondator al grupului Europa-Acțiune în anii 1960. A contribuit la înființarea în 1968 a Grupului de cercetare și de studiu al civilizației europene (GRECE); de asemenea, a creat, în același an, 1968 – Institutul de studii occidentale. S-a retras, mai târziu, din activismul politic pentru a se dedica scrierii și publicării.
La 21 mai 2013, Venner s-a sinucis cu propria armă de foc, în fața altarului Catedralei Notre Dame de Paris, fapt ce a dus la evacuarea a aproximativ 1.500 de persoane din catedrală. El a fost un oponent al imigrației musulmane în Franța și Europa, a ceea ce el credea a fi americanizarea valorilor europene și a legalizării căsătoriilor între persoane de același sex în Franța.